# Nicolaes de Kemp
Nicolaes de Kemp (Haarlem, 1574 - na 1653) was een kunstschilder uit de Nederlandse Gouden Eeuw.

## Biografie
Nicolaes werd geboren in Haarlem. Hij was leerling van Hendrik Cornelisz. Vroom en Karel van Mander en werd vooral bekend als schilder van zeegezichten. Zijn sterfdatum is onbekend, maar hij zou na 1653 gestorven zijn in Haarlem.
- Biografisch Portaal: 96010753
- RKD-Nederlands Instituut voor Kunstgeschiedenis: 43870
- Union List of Artist Names: 500021992
- Virtual International Authority File: 95816724